# کانتیانا
کانتیانا (به اسپانیایی: Cantillana) یک دهستان در اسپانیا است که در استان سبیا واقع شده‌است. کانتیانا ۱۰۷٫۷۰ کیلومتر مربع مساحت و ۱۰٬۴۶۳ نفر جمعیت دارد و ۳۴ متر بالاتر از سطح دریا واقع شده‌است.
کانتیانا Cantillana شهری در استان سِویا Seville در منطقه خودمختار اندلس Andalusia کشور اسپانیا است. این شهر در شمال غربی شهر سویا و در کنار رودخانه گوادالکیبیر Guadalquivir قرار دارد. کانتیانا با تاریخ غنی و میراث فرهنگی متنوع، یکی از مقاصد جذاب برای گردشگران و علاقمندان به تاریخ و طبیعت است.

## تاریخچه
کانتیانا تاریخچه ای طولانی دارد که به دوران روم باستان بازمی گردد. در آن زمان، این شهر با نام Naeva شناخته می شد و به عنوان یک مرکز مهم تجاری و نظامی در منطقه فعالیت می کرد. پس از سقوط امپراتوری روم، این منطقه تحت حکومت ویزیگوتها Visigoths و سپس مورها Moors قرار گرفت. در دوران حکومت اسلامی، شهر به نام Cantillana تغییر نام داد و به عنوان یکی از مراکز مهم کشاورزی و تجاری در اندلس شناخته شد. پس از بازپس گیری اندلس توسط مسیحیان در قرن ۱۳، کانتیانا به تدریج به یک شهر مسیحی نشین تبدیل شد.

## جاذبه های تاریخی و فرهنگی
کانتیانا دارای چندین جاذبه تاریخی و فرهنگی است که از جمله آنها می توان به موارد زیر اشاره کرد:
۱. کلیسای سنت بارتولومهو Iglesia de San Bartolomé: این کلیسا در قرن ۱۵ ساخته شده و یکی از مهمترین بناهای مذهبی در شهر است. معماری گوتیک و مُدِخار Mudéjar در این کلیسا به خوبی نمایان است.
۲. پل رومی Puente Romano: بقایای یک پل رومی در نزدیکی شهر نشان دهنده اهمیت تاریخی کانتیانا در دوران باستان است.
۳. فستیوالها و جشنهای محلی: کانتیانا به دلیل برگزاری فستیوال های رنگارنگ و سنتی مشهور است. از جمله این جشن ها میتوان به Feria de Cantillana اشاره کرد که هر ساله در ماه مه برگزار میشود و شامل رقص، موسیقی و غذاهای محلی است.

## اقتصاد
اقتصاد کانتیانا عمدتاً بر پایه کشاورزی استوار است. محصولاتی مانند زیتون، مرکبات و غلات در این منطقه کشت می شوند. علاوه بر این، صنایع کوچک و گردشگری نیز نقش مهمی در اقتصاد محلی ایفا میکنند.

## جغرافیا و طبیعت
کانتیانا در منطقه ای با طبیعت زیبا و آب وهوای مدیترانه ای قرار دارد. رودخانه گوادالکیبیر Guadalquivir که از کنار شهر می گذرد، نه تنها به زیبایی مناظر طبیعی افزوده است، بلکه در توسعه کشاورزی و اقتصاد منطقه نیز نقش مهمی دارد. مناطق اطراف شهر مملو از باغهای زیتون و مزارع سرسبز است که به عنوان مقاصد محبوب برای پیاده روی و گردش در طبیعت شناخته می شوند.

## جمعیت و فرهنگ
جمعیت کانتیانا حدود ۱۰٬۰۰۰ نفر است. مردم این شهر به مهمان‌نوازی و حفظ سنت‌های محلی خود مشهور هستند. فرهنگ اندلسی در این شهر به وضوح دیده می‌شود، از موسیقی فلامنکو گرفته تا غذاهای سنتی مانند گازپاچو Gazpacho و تاپاس Tapas.